# Ernie Irvan
Ernie Irvan, född den 13 januari 1959 i Salinas, Kalifornien, USA, är en amerikansk före detta racerförare.

## Racingkarriär
Irvan vann många lokala tävlingar i Kalifornien, och åkte 1982 med en pickup mot North Carolina för att söka efter ett kontrakt i Nascar Winston Cup Series. Han hade med sig $700, men vann ytterligare $200 i Las Vegas, där han stannade på vägen! Han började sedan jobba med att bygga racebilar bland annat, innan han fick göra sin debut 1987. Hans stora genombrott kom 1990, då han vann Busch 500 på Bristol Motor Speedway. Han inledde sedan 1991 med en överraskande seger i Daytona 500, och fortsatte sedan bra nog för att sluta på en karriärbästa femte plats totalt. Han vann sedan tre race både 1992 och 1993, men slutade inte topp-fem i mästerskapet någon av gångerna, då jämnhet i resultaten saknades. 1994 var Irvan nära att mista livet i en krasch på Michigan International Speedway, under hans bästa säsong, då hans slogs om mästerskapet med Dale Earnhardt halvvägs in på säsongen. Irvan diagnostiserades med svåra skallskador, och gavs bara 10% chans att överleva den första natten. Han överlevde dock de kritiska första dygnen, och blev så småningom fullt återställd, och återkom till Nascar. 1996 vann han ett race, vilket var ett väldigt emotionellt ögonblick för hela Nascar. Han tog sin sista seger 1997, ironiskt nog just på Michigan, innan han avslutade karriären, till följd av en hjärnskakning 1998, efter ännu en krasch.

### Segrar Nascar Sprint Cup
| Nr | Bana         | År   |
| -- | ------------ | ---- |
| 1  | Bristol      | 1990 |
| 2  | Daytona 500  | 1991 |
| 3  | Watkins Glen | 1991 |
| 4  | Sears Point  | 1992 |
| 5  | Daytona      | 1992 |
| 6  | Talladega    | 1992 |
| 7  | Talladega    | 1993 |
| 8  | Martinsville | 1993 |
| 9  | Charlotte    | 1993 |
| 10 | Richmond     | 1994 |
| 11 | Atlanta      | 1994 |
| 12 | Sears Point  | 1994 |
| 13 | Loudon       | 1996 |
| 14 | Richmond     | 1996 |
| 15 | Michigan     | 1997 |